# Čierna hora (Slanské vrchy)
Čierna hora je vrch v severní části Slanských vrchů v podcelku Šimonka. Čierna hora je druhým nejvyšším vrcholem celého pohoří. Přístupný je po červené turistické cestě od severu i jihu (dálková trasa E3), která vede po hlavním hřebeni pohoří, a od západu po žluté turistické cestě přicházející z údolí od osady Sigord. Vrchol je zalesněný, v blízkosti se nachází několik vyhlídkových míst, avšak zarostlých, tudíž jen s omezeným výhledem.